# 병역 기피
병역 기피(兵役忌避, 영어: draft evasion, draft dodging)는 다양한 수단을 이용해서 국가가 의무적으로 부과하는 병역(징병)을 피하거나 달아나는 행위로, 징병 기피(徵兵忌避)라고도 불린다. 일반적으로 병역에 처음부터 참가하지 않고 끝마치는 행위를 가리키며, 이러한 현상은 징병제를 시행하는 국가에서만 볼 수 있다. 병역 기피의 개념은 징병제 국가에서 입영 통지서 또는 소집 통지서를 받은 사람이 단순한 이유로 병역을 거부하거나 양심적인 이유로 병역을 거부하는 경우와 다양한 수단을 이용해 국가가 의무적으로 부과하는 병역(징병)을 피하거나 달아나는 행위를 포함하는 개념이다. 징병 거부(徵兵拒否), 병역 거부(兵役拒否), 병역 회피(兵役回避) 또는 병역 면탈(兵役免脫)이라고 불린다. 이를 위한 비리는 병역 비리(兵役非理)라고 부르는데, 병역 비리는 단순한 복무기피를 위한 비리 외에도 복무자로서의 특정한 신분(일명 편한 곳에서 복무하기 위한 신분)이 되거나 특정 복무지에서 복무하기 위한 비리와 징집에 의해 군복무 도중 조기에 복무를 마치기 위한 비리를 의미한다.

## 개요
입대중에 병역으로부터 달아나는 사람은, "탈주병"이라고 불리며, 복무 중에 부대에서 허가없이 이탈하면 "탈영병"이라고 불린다. 개인에서 행하여지는 경우는 입대시에 필요한 징병 검사를 이용해서 행하여지는 경우가 많다. 본문에서는 심신을 손상하거나 제도의 허점을 이용한 병역 기피 외에도 병역 감면과 입영 거부 등에 대해서도 기술한다.

## 한국

### 조선시대
조선시대의 군역(軍役)은 서울(당시 한양 또는 한성)로 상경하여 현역으로 근무하는 "번상"과 번상하는 군인의 생계를 돕는 "보조원"("봉족" 또는 "보인")으로 구분되었다. 봉족은 번상의 생계를 위해 대체로 1년에 포 2피를 바쳐야 했는데 상당히 무거운 부담이었다. 이 때문에 많은 양인은 신분을 포기하고 군역의 의무가 없던 노비를 지원하거나 승려가 되기도 하였다. 또는 도망을 가거나 돈을 주고 자신의 의무기간에 다른 사람으로 하여금 현역으로 복무하도록 하였다.
양인 가운데에서도 그나마 여건이 좋은 이의 경우에는 향교에 입학하는 것으로 군역을 면했다. 향교생은 군역이 면제됐기 때문이다. 이 때문에 조선 중종대의 권신인 김안로가 향교가 군역을 피하려는 자의 소굴이라고 개탄하기도 했다. 군역의 의무가 없었던 양반은 평민으로 가득 찬 향교에 자제를 보내는 것을 싫어했고, 17세기 이후에는 사교육기관인 서원이 발달했다. 조선 후기에 이르러 군정이 문란해지면서 황구첨정, 백골징포 등 부담이 가중되자 누구 할 것 없이 양반으로 신분 상승을 꾀하여 양반의 수가 전체의 40%로 급격히 늘어나기도 했다.

### 대한민국

#### 개요
연예인, 운동선수, 정치인과 정치인의 자제 등이 질병 등으로 위장하여 병역을 면제받는 경우가 있으며, 이러한 것이 언론을 통해 보도되기도 한다.
1950년대 한국 전쟁 중에는 죽을 가능성이 높았다는 점과 굶어 죽거나 얼어 죽을 수 있다는 점 때문에 병역을 기피를 하는 경우가 많았다. 당시의 주된 통로는 대학에 들어가 징집연기를 받는 것이었으며, 많은 젊은이가 사립대학으로 몰려들었다. 1962년 박정희 정부가 대학 정비를 단행한 직후 대학생 수가 정원의 175%였을 정도였으며, 1950년대에는 한반도 분단과 한국 전쟁으로 호적 제도가 손실되어 병역 기피를 막을 수 없었다. 1960년 12월 말 정부의 조사에 따르면 제대군인 150만명, 병역 기피자 10만명, 탈영자가 12만명에 달했다.
1960년대에는 장기간 동안 병역을 피한 뒤 고령 사유로 면제되는 것이었으며, 허위로 학력을 대학이나 대학원 재학 이상으로 높이면 입영제한연령까지 입영시기가 연기된다는 점을 이용했다. 당시 입영 제한 연령이었던 만 30세를 넘으면 고령 사유로 징집이 면제가 되기도 하였지만 병무공무원을 매수해 병역의무를 소멸시키는 방법을 사용하거나 병역 면제자를 매수하여 대신 징병검사를 받게 하거나 병역 의무를 마친 사람을 매수하여 병역 의무를 두 번 치르게 하는 방법도 이용되었다. 학생운동가 출신 정치인인 안상수는 만 32세였던 1978년에 고령 사유로 징집이 면제되었는데, 이 당시에 만 32세 이상인 경우에는 고령 사유로 징집이 면제되는 연령이었다. 징병검사 전날 밤부터 전등을 끄고 촛불을 밤이 새도록 계속 응시하면 일시적으로 사시가 되거나 시력이 급격히 떨어져 병역을 면제받을 수 있다는 설 등으로 징병검사 전날 밤부터 전등을 끄고 촛불을 밤이 새도록 계속 응시하는 경우도 있었다. 석회가루를 마시면 폐질환을 앓는 환자처럼 엑스선 사진이 하얗게 나온다는 이유로 석회가루를 물에 타 마시는 경우도 있었으며, 석회가루 마시기는 병역 기피자들이 많이 시도하다 적발되기도 했다.
1970년대에는 가슴에 쇳가루를 바르면 엑스선 사진에 구멍이 뚫린 것으로 나타나 병역을 면제받을 수 있었으며, 단시간 내 혈압을 올리기 위해 혀를 말아 입천장에 1~2시간을 붙이고 있는 것으로 징병검사 전에 이를 따라하는 사람도 있었다.
1980년대에는 징병검사장에 최신검사장비가 도입되어 더 이상 결핵이나 간염 등으로 위장하여 병역을 면제받는 방법이 어려워졌으며, 이때 시력이나 정신 질환을 위장하거나 체중을 줄이거나 늘이는 방법으로 병역을 면제받는 방법이 등장하였다.
1990년대에는 해외 이민이나 유학 등 해외 체류 중 영주권 혹은 외국 국적을 얻은 다음 고령 사유(당시 영주권자의 병역 면제 연령은 만 30세)로 병역이 면제될 때까지 있다가 국내에 영구 귀국하는 방법이 있었다. 외국 영주권자인 경우에는 사실상 국내에 거주하면서 1년에 한번 내지 두번 출국하는 방법으로 병역을 면제받기도 하였다.
2000년대 초반까지 문신을 한 경우에는 병역을 감면해 주도록 하는 기준이 있었으나 이를 이용하여 병역을 감면받은 사람이 적발되기도 하였다. 이로 인해 2004년 1월에는 문신에 의한 병역 감면 기준이 개정되어 전신문신을 한 경우에만 병역이 감면되게 되었다.

#### 사례
해당 사례에서는 단순 의혹도 포함된다.

##### 단순 병역 거부 또는 양심적 병역 거부 사례
- 2004년 : 임태훈은 징병신체검사 등 검사규칙에서 동성애를 정신질환으로 취급하는 검사규칙과 대한민국 군형법 제92조의 계간(鷄姦)을 한 자는 처벌을 한다는 규정에 저항하기 위해 양심적 병역 거부를 행하여 징역 1년 6개월을 선고받아 서울구치소에 수감된 적이 있다.
- 2008년 : 한 청년이 입영 통지서를 전달받고도 온라인 게임 중독에 의한 입영거부로 적발.[5]

##### 수단을 이용해 병역을 피하거나 감면한 사례
- 1991년 : 운동선수들이 고의로 무릎 연골을 제거하고 병역을 면제받은 것이 적발되었다.
- 1998년 : 부유층 자제가 원용수 준위와 박노항 원사를 포함하여 기무사요원, 헌병대 요원, 병무청 직원, 군 지정병원, 판정 군의관에 이르는 방대한 조직에 뇌물수수를 통해 병역을 면제, 감면, 특정 부대 배치 또는 군 보직과 관련된 병역 비리 사건이 발생.
- 2002년 : 가수 유승준이 한국 국적을 포기하고 미국 시민권을 취득해 병역을 면제받았다는 의혹으로 비난 여론이 커지자 병무청에 요청을 받은 법무부는 유승준에 대해 입국 금지 조치를 내렸다.
- 2004년 : 신장 질환이 있는 것처럼 위장하여 병역을 면제받은 연예인과 야구 선수가 적발되기도 했다.[6]
- 2009년 : 병역 알선자(브로커)가 환자에게 병역을 기피하려는 징병검사 대상자 명의로 진단서를 받도록 하여 병역을 면제받거나 감면받도록 하는 환자 바꿔치기가 적발되어 환자 바꿔치기를 통해 병역을 감면받은 카레이서, 대학원생, 이를 도와준 병역 알선자와 환자가 구속되거나 입건되기도 하였다.
- 2010년
  - 정신 질환을 위장하거나 고의로 어깨를 탈구하여 병역을 면제받은 비보이 크루 팀원이 적발
  - 가수 MC몽이 고의로 치아를 발치해 병역을 면제받았다는 의혹으로 검찰과 경찰의 조사를 받았다.

#### 관련 법규
아래의 관련 법규는 대한민국 병역법에서 병역기피와 관련된 법규이다.
- 병역의무를 기피하거나 감면받을 목적으로 도망가거나 행방을 감춘 경우 또는 신체를 손상하거나 속임수를 쓴 경우 : 1년 이상 5년 이하의 징역(제86조)
- 징병검사 통지서나 신체검사 통지서를 받은 사람이 정당한 사유 없이 징병검사 당일에 징병검사나 신체검사를 받지 않은 경우 : 6개월 이하의 징역(제87조)
- 징병검사나 신체검사를 받을 사람을 대리하여 징병검사나 신체검사를 받은 경우 : 1년 이상 3년 이하의 징역(제87조)
- 현역병 입영(모집에 의한 입영 통지서를 포함) 또는 소집 통지서를 받은 사람이 정당한 사유 없이 입영일이나 소집기일부터 3일(병력동원소집과 전시근로소집은 2일)의 기간이 지나도 입영이나 소집을 하지 않은 경우 : 3년 이하의 징역(제88조)
- 제2국민역 중 전시근로소집에 대비한 점검통지서를 받은 사람이 정당한 사유 없이 지정된 날짜의 점검에 참석하지 않은 경우 : 6개월 이하의 징역이나 200만원 이하의 벌금 또는 구류(제88조)

### 조선민주주의인민공화국
대한민국과 대치 중인 조선민주주의인민공화국 또한 대한민국과 같이 병역을 기피하는 현상이 있다. 조선민주주의인민공화국의 형법에서는 정당한 사유 없이 군사복무동원을 기피한 자는 2년 이하의 노동교화형에 처하도록 되어있다.
조선인민군 내부에서 병사들이 사망하거나 영양실조에 걸리는 경우가 많아 병역의무자의 부모들은 여러 가지 수단을 동원하여 자신의 자제를 군에 보내지 않으려고 하고 있다. 식량난으로 가족의 생계를 해결하기 위해 장사를 선호하는 풍조가 일어나면서 군 입대를 기피하기도 하며, 뇌물을 이용해 신체검사 불합격자로 만들기도 한다. 이러한 병역 기피 현상이 확산되자 2003년부터 "전면군사복무제"를 시행하였다. 이는 몸무게나 키가 작아도 군 복무를 할 수 있도록 하기 위해 신체검사 불합격 기준을 대폭 완화한 것이며, 출신 성분 제한도 완화한 것이다. 또 의무복무기간은 13년에서 10년으로 줄였으며 누구나 군 복무를 하게 하는 것이다. 그러나 고위 간부의 자제는 군사 복무보다 바로 대학에 진학하는 경우가 대부분이다.
대학에 입학을 하기 위해 병역을 기피하려는 5명에게 미화 800달러를 받고 신체검사표를 위조한 병원 의사가 뇌물과 군사복무동원 기피 혐의가 적용되기도 했으며, 시력이 좋지 않은 것처럼 위장하여 군사동원을 피한 후 눈이 좋다는 사실이 드러났을 경우에는 군사복무동원기피죄를 물을 수 있다는 내용도 있다.
또한 조선민주주의인민공화국 국방위원장인 김정일과 그의 3남인 김정은도 병역을 면제받았다. 이에 대해 대한민국 자유선진당 대변인인 박선영은 "군대도 안간 28살 애송이와 65살 여성에게 대장 칭호를 주는 것이 북한"이라며 "북한의 실체를 똑바로 알아야 한다"고 지적하였다.

## 한국 이외의 국가

### 미국
미국의 경우 1973년 이래 모병제(전시 징병제)로 전환하였기 때문에 1973년 이후 병역기피 현상은 없지만, 베트남 전쟁 당시 미국에서는 약 57만명이 징병을 거부하였다. 이 중 2만 5000명이 기소되었으며, 9000명이 유죄판결을 받았다. 이후 미국의 대통령이 되었던 빌 클린턴은 영국 옥스퍼드 대학교 재학을 통해 징병을 면제받았으며, 권투 선수였던 무하마드 알리는 이슬람교의 신념에 의한 병역 거부를 하여 챔피언 벨트까지 박탈되었다.

### 일본
현재 일본은 모병제를 시행하고 있기 때문에 병역기피 현상은 없지만, 제2차 세계대전에서 패전하기 이전인 1945년 이전에는 징병제를 시행하였기 때문에 일본에서도 병역기피 현상이 존재하였다.
율령시대에는 병역이 있어 이것을 달아나기 때문에 호적을 여자로 했다. 근대에서는 메이지 정부가 발족해 법제로서 징병령이 시행되었다. 당초, 면역규정 대상의 "일가의 가장인 자", "대를 잇는 아들이며 승조의 손자"(계승자), "양가에 사는 양자" 가 되기 위해서 양자가 되는 것이나, 징병령 시행, 면역 규정의 축소·폐지가 늦은 홋카이도의 일부지역에 본적지를 옮기는 것이 속출했다. 나쓰메 소세키도 홋카이도에 본적을 옮겨 병역을 기피했다고 한다. 그 후도 지원제를 시행하던 한국(당시 일본 식민지 하의 조선)이나 타이완(당시 일본 식민지 하의 타이완) 등의 "외지(일본의 본토가 아닌 일본의 식민지 등을 말함)"로 이주하는 사람도 있었다.
제2차 세계 대전 중에는 이공계의 구제대학·구제전문학교 소속에 의해 병역이 면제되었다. 이로 인해 진로를 이공계에 잡는 것이 발생했다. 또, 정치적 유력자의 자제 등은 다양한 수단으로 병역을 기피하는 것도 있어, 국회의원의 아들인 쓰루미 슌스케와 같이 군속이 되는 것으로 병역을 기피해, 전선에 비해 안전한 내지에 머무르는 것도 있었다. 또 고위 관료의 아들인 미시마 유키오는 징병검사 당시 감기를 만성병이라고 오진한 군의에게 묵비해서 속여서 병역을 기피했다. 또 간장을 단숨에 마시기(일시적으로 간염과 같은 증상이 된다) 등에 의해 몸상태를 악화되게 하는 것에 의해 징병 검사로 불합격이 되는 수단이 존재하고 있는 것으로 여겨지지만, 실제로 하는 것은 대부분 불가능했다. 이유는 일본의 징병 제도에 있어 개인의 특기나 건강 상태부터 사상까지가 하나의 장부로서 각마을 촌역장(村役場)의 직원에게 파악되고 있어, 갑작스러운 병은 곧 간파되었기 때문이다. 병역법에 의하면 병역을 모면하기 위해 도망잠닉 또는 신체를 훼상(毁傷, 손상(損傷)), 병기(病気, 병)를 작사(作詐, 만들다)하고, 기타 거짓의 행위를 한 자는 3년 이하의 징역에 처하도록 되어 있었다. 현역병으로서 입영해야 할 사람이 정당한 사유 없이 입영 기일이 늦어 10일을 지났을 경우에는 6월 이하의 금고형에 처해졌다.(전시인 경우에는 5일을 지났을 경우에 1년 이하의 금고형에 처해졌다.) 또 정당한 사유 없이 징병 검사를 받지 않은 사람은 100엔 이하의 벌금에 처해졌다.(일본 병역법 제74조 이하)

### 독일
알베르트 아인슈타인은 1896년에 독일 제국 국적을 포기해 병역을 기피했다. 히틀러는 제1차 세계대전 이전에 모국인 오스트리아에서 병역을 기피한 뒤, 독일제국 육군에 지원 입대하였다.

### 이스라엘
남녀 모두 징집을 하는 이스라엘에서는 심신에 문제가 있는 것으로 위장하는 것 외에도 결혼을 한 다음 이혼하거나 특정한 종교를 믿는 것처럼 위장해 병역을 기피하는 현상이 존재한다. 여배우인 바 라파엘리는 결혼을 한 사유로 병역을 면제받았으나, 결혼 후 이혼한 것이 밝혀져 병역기피 의혹을 받았다. 또 정통파 유대교 신자인것처럼 위장하여 병역을 면제받은 여성이 적발되기도 하였다.

### 과거
- 문관인 군속에 지원 입대한다.
- 집제도에 있어서 호주가 병역면제가 되는 규정을 활용해서 분적을 해서 호주가 된다.
- 허위로 학력을 대학 재학 이상으로 높여 입영연기를 한 다음, 징집이 면제되는 연령까지 병역을 피한 뒤 고령 사유로 징집이 면제되도록 한다.

## 문화 작품
- 소설
  - 마루야 사이이치, 《조릿대 베개》(1967, 한국어 번역 2011)

## 같이 보기
- 징병제
- 대체복무제
- 양심적 병역 거부
- 징병제에 대한 반대
- 조선의 병역 제도
- 대한민국의 병역 제도
- 조선민주주의인민공화국의 병역 제도
- 병역법 위반 등의 범죄처벌에 관한 특별조치법
- 원용수
- 박노항
- 1991년 대한민국 병역 비리 사건
- 1998년 대한민국 병역 비리 사건
- 원용수·박노항 병역 비리 사건
- 2000년대 병역 비리
- 2004년 대한민국 병역 비리 사건
- 2010년 병역 비리
- 병역기피자 공개 제도